# Gorazd Štangelj
Pour les articles homonymes, voir Gorazd.
Gorazd Štangelj est un coureur cycliste slovène né le 27 janvier 1973 à Novo Mesto. Professionnel de 1997 à 2011, il devient directeur sportif en 2012 dans l'équipe Astana puis chez Bahrain-Merida depuis 2017.
Il a été déchu de son titre de champion de Slovénie en 2000 à la suite d'un contrôle antidopage positif à l'éphédrine.

## Biographie

### Jeunesse et carrière amateur
En 1990, Stangelj première a participé[incompréhensible] à la course en ligne des Championnats du monde de cyclisme sur route juniors 1990 à Middlesbrough au Royaume-Uni. Il voit son coéquipier Bogdan Fink prendre la médaille de bronze derrière l'Italien Marco Serpellini et le Soviétique Igor Dzyuba. Après remporté au Canada le Tour de l'Abitibi, il participe de nouveau en 1991 aux championnats du monde juniors, organisés cette année-là aux États-Unis à Colorado Springs. En 1994, il remporte la 2e étape du Tour des régions italiennes en solitaire. Il gagne également durant cette saison pour la première fois le Grand Prix Kranj dans son pays, la Slovénie. En fin d'année, il participe au contre-la-montre des championnats du monde à Agrigente en Italie, terminant à plus de six minutes de l'Anglais Chris Boardman. La saison 1995 le voit terminer troisième du classement général Tour de Normandie, terminant l'épreuve par étape française derrière le Norvégien Ole Sigurd Simensen et l'Allemand Jens Voigt. Membre de l'équipe italienne Zalf Euromobil Fior en 1996, il participe aux plus grandes courses du calendrier national amateur. Il termine notamment second lors du Trofeo Banca Popolare di Vicenza, battu au sprint par Marzio Bruseghin, avant de remporter le Giro del Belvedere en solitaire.

### Premières saisons chez Krka-Telekom Slovenije (1997-1998)
Gorazd Štangelj commence sa carrière professionnelle en 1997 dans l'équipe slovène Krka-Telekom Slovenije tout juste créée. Lors de cette première saison, il obtient comme principal résultat une troisième place sur son championnat national derrière Sasa Sviben et Sandi Smerc.
Lors de la saison 1998, il profite de la première édition du Grand Prix Kranj organisée en course par étapes pour remporter la seconde étape et le classement général de l'épreuve. Il termine ensuite second du championnat de Slovénie derrière Igor Kranjec. Il gagne sa troisième victoire de sa saison lors de la 5e étape du Tour de Basse-Saxe en solitaire. Il réalise ensuite plusieurs podium dont une troisième place sur le Grand Prix du canton d'Argovie en Suisse, une seconde sur le Tour de Slovénie et une nouvelle troisième place sur le Grand Prix Herning derrière le Danois Bjarne Riis et le Norvégien Kurt Asle Arvesen. Pour finir la saison, il remporte une nouvelle course avec la 2e étape de la Course de la Solidarité olympique en Pologne et termine sur une troisième place au classement général. Il participe en fin de saison aux championnats du monde de Valkenburg, épreuve qu'il achève à la 28e place à près d'un quart d'heure du vainqueur, le Suisse Oscar Camenzind.

### Liquigas-Pata (2000-2001)

#### Meilleur classement UCI (2000)
Gorazd Štangelj signe pour la saison 2000 dans l'équipe italienne Liquigas-Pata. Il participe notamment en début de saison fin avril au Grand Prix de l'industrie et de l'artisanat de Larciano qu'il termine 17e. Il prend ensuite part à plusieurs courses par étapes du printemps avec les Quatre Jours de Dunkerque (62e), le Tour de l'Oise et de Picardie (12e) avant le Grand Prix du Midi libre. Sur cette épreuve, il remporte en solitaire la 5e étape devant Sergueï Yakovlev et David Moncoutié. Cette première victoire de la saison lui permet notamment de terminer cinquième du classement final à près d'une minute et trente secondes du vainqueur Didier Rous. Après une 12e place sur la Bicyclette basque, il participe au Tour d'Autriche. Lors du secteur b de la seconde étape, un contre-la-montre individuel entre Weyer et Maria Neustift, il remporte une nouvelle victoire, ce qui lui permet de prendre la tête du classement général. Il termine 4e du classement général à l'arrivée à Saalbach-Hinterglemm. Après avoir participé au Tour de Suisse (18e), il remporte son championnat national devant Andrej Hauptman.
Le 4 août, il est annoncé que Štangelj a été contrôlé positif à l'éphédrine lors de son championnat, un produit dopant interdit par l'UCI. Il est donc déchu de son titre, remis à Hauptman. Il participe tout de même à plusieurs courses en août et termine notamment 3e de la troisième épreuve du Trofeo dello Scalatore en Italie puis remporte le Trophée Melinda de nouveau en solitaire, devançant Michele Bartoli et Oscar Mason. Après trois top dix sur Giro del Lazio, Tour d'Émilie et Tour de la province de Lucques, il termine 5e de Paris-Tours, épreuve de la Coupe du monde de cyclisme, réglant au sprint un petit groupe finissant à 1 min 39 s du vainqueur Andrea Tafi. Au cours du mois d'octobre, il participe aux championnats du monde sur route orgainsés à Plouay en France ou il franchit la ligne d'arrivée en 13e position, dans le même temps que le vainqueur, le Letton Romāns Vainšteins. Sa dernière course de la saison est le Tour de Lombardie ou il réalise de nouveau un top dix avec une 9e place, à un peu moins de trois minutes de Raimondas Rumšas.

### Fassa-Bortolo (2002-2003)

#### Premier Tour d'Espagne (2002)
À la suite de la disparition de l'équipe Liquigas-Pata en fin d'année 2001, il signe dans l'équipe italienne Fassa Bortolo avec ses coéquipiers Denis Zanette et Marco Zanotti.
Après un début de saison qui l'a vu participer notamment à Tirreno-Adriatico, Milan-San Remo, le Tour du Pays basque, à la Flèche wallonne et à Liège-Bastogne-Liège, il prend part pour la troisième fois au Tour d'Italie. Lors du prologue difficile (17 virages en 6 500 m), il chute gravement et se facture la clavicule gauche. Finissant le prologue en dernière position à plus de cinq minutes du vainqueur Juan Carlos Domínguez (Phonak), il est transporté à l'hôpital puis abandonne.
La saison 2002 le voit en fin de saison participer pour la première fois au Tour d'Espagne au service de ses leaders Francesco Casagrande pour le classement général (7e au classement général final) et Alessandro Petacchi pour les sprints (vainqueur de la 12e étape). Il termine la course à la 74e position.
En fin de saison, il participe à la course en ligne des Championnats du monde de cyclisme sur route organisés à Zolder en Belgique, qu'il termine à la 81e place.

#### Saison sans grands résultats (2003)
En 2003, Štangelj reste sous les ordres de Giancarlo Ferretti dans l'équipe Fassa Bortolo malgré les nombreux changements dans l'effectif. Il commence sa saison sur le Tour du Pays basque où son nouveau coéquipier Dario Frigo termine 4e. Il prend ensuite part à deux classiques ardennaises, l'Amstel Gold Race et Liège-Bastogne-Liège mais ne les termine pas. Il est ensuite 17e du Tour de Belgique puis 60e du Tour de Catalogne en juin.
Après une longue coupure, il reprend en août avec une 11e place sur le Grand Prix de la ville de Camaiore puis au Championnat de Zurich où il termine 52e. Au mois de septembre, il finit sa saison sur Paris-Bruxelles mi-septembre avec une 23e place puis sur le Tour d'Émilie (33e). Il prend ensuite le départ de la course en ligne des championnats du monde sur route organisés à Hamilton au Canada, qu'il termine 35e à seulement douze secondes du vainqueur, l'Espagnol Igor Astarloa.

### Saeco (2004)
En 2004, Gorazd Štangelj rejoint l'équipe Saeco. Il commence sa saison lors du Tour d'Aragon en Espagne qu'il termine à la treizième place du classement général final. Après une 50e place lors de Liège-Bastogne-Liège et une 27e sur le Tour de Romandie, il prend part au Tour d'Italie au service du tenant du titre, l'Italien Gilberto Simoni. L'épreuve commence très bien pour l'équipe puisque son coéquipier Damiano Cunego remporte d'abord la 2e étape puis Simoni la 3e étape (devant Cunego), prenant ainsi la tête du classement général et le maillot rose. Il participe ensuite aux autres victoires d'étapes de Cunego qui remporte les 7e, 16e et 18e étapes de l'épreuve. Cunego remporte le classement général final et Simoni prend la troisième place. Štangelj et la Saeco gagne également le classement par équipe de la compétition qu'il termine en 94e position. Il participe ajuste après le Giro au Tour d'Autriche, qu'il termine en 31e position.
Il reprend ensuite la compétition lors de la Classique de Saint-Sébastien avant de participer avec l'équipe de Slovénie aux Jeux Olympiques à Athènes en Grèce. Il prend le départ de la course en ligne et au contre-la-montre. Il termine 43e de la course en ligne à 1 min 36 s du vainqueur Paolo Bettini et 35e du chrono à 6 min 14 s de l'Américain Tyler Hamilton (depuis déclassé pour dopage). Il termine sa saison lors du Championnat de Zurich en Suisse.

### Lampre (2005-2007)

#### 7edu Tour de Lombardie (2005)
Durant l'intersaison 2004-2005, les équipes Saeco et Lampre fusionnent sous le nom Lampre-Caffita. Gorazd Štangelj fait partie des éléments qui rejoignent l'équipe avec notamment ses deux leaders, Gilberto Simoni et Damiano Cunego. Il commence sa saison en participant à plusieurs courses par étapes en Europe avec le Tour de Murcie (35e), la Semaine internationale Coppi et Bartali (66e) ainsi que le Tour du Pays basque (127e). Il prend ensuite part à la Klasika Primavera (40e) puis au triptyque ardennais avec l'Amstel Gold Race (57e), la Flèche wallonne (48e) et Liège-Bastogne-Liège (55e). 
Il prend ensuite le départ du Tour d'Italie pour aider ses leaders Simoni et Cunego. Il voit ses coéquipiers terminer respectivement second derrière Paolo Savoldelli et dix-huitième du classement général. Pour sa part, il termine 67e à Milan. Après avoir participé à son tour national, le Tour de Slovénie, il prend part à son premier Tour de France avec pour leader Eddy Mazzoleni. Ce dernier termine treizième du classement final et Štangelj prend la 87e place sans avoir pesé sur la course.
Après trois semaines de repos, il prend le départ de la Classique de Saint-Sébastien puis du Tour de Pologne qu'il termine 13e. Il participe ensuite de nouveau à la course en ligne aux championnats du monde organisés à Madrid en Espagne qu'il finit 20e dans le même temps que le vainqueur, le Belge Tom Boonen. En fin de saison, après le Championnat de Zurich et le Tour d'Émilie, il termine 7e du Tour de Lombardie à 54 secondes du vainqueur Paolo Bettini, sa meilleure place sur une course majeure du calendrier international.

#### Meilleur résultat sur un grand tour (2006)
Gorazd Štangelj fait toujours partie de l'effectif de la Lampre-Fondital en 2006. Il commence sa saison sur le Tour de Murcie en Espagne avant de prendre le départ de la classique italienne Milan-San Remo qu'il termine 79e. Il participe ensuite à de nouvelles courses par étapes avec la Semaine internationale Coppi et Bartali remportée par son coéquipier Damiano Cunego et le Tour du Pays basque avant de prendre part à deux classiques ardennaises, l'Amstel Gold Race (34e) et Liège-Bastogne-Liège (29e).
De nouveau au départ du Tour d'Italie, il doit épauler son leader Cunego en quête d'une seconde victoire finale après 2004. Après notamment une 10e place sur la 15e étape, il termine l'épreuve en 59e position et voit Cunego échouer au pied du podium à Milan. Après ce Giro, il prend part au Tour de Slovénie avec notamment son compatriote Tadej Valjavec qu'il finit 10e.
Après une coupure d'un mois et demi, il prend le départ de la Vattenfall Cyclassics fin juillet avant de participer à l'Eneco Tour au mois d'août. Il termine sa saison sur le Tour de Pologne au service d'Alessandro Ballan et de Marzio Bruseghin. Fin septembre, il est au départ de la course en ligne des championnats du monde organisés à Salzbourg en Autriche, achevée à la 32e place à seulement deux secondes de Paolo Bettini

#### Troisième saison chez Lampre (2007)
Štangelj est pour la troisième année consécutive dans l'équipe Lampre-Fondital. Il commence sa saison sur le Tour d'Andalousie où son coéquipier et compatriote Tadej Valjavec prend la troisième place finale. Il finit ensuite 13e de Milan-Turin, 22e de Tirreno-Adriatico puis termine 68e de la première classique de la saison, Milan-San Remo. Il prend ensuite le départ du Critérium international où il termine meilleur grimpeur de l'épreuve.
Après une coupure d'un mois, il prend part au Tour de Romandie en Suisse au service notamment du Polonais Sylvester Szmyd qui prend la neuvième place du classement général final. Cette dernière course lui sert de préparation au Tour d'Italie, course à laquelle il prend le départ pour la septième fois. Une nouvelle fois au service de Damiano Cunego, il termine 78e du classement à Milan et voit son leader terminer 5e ainsi que Marzio Bruseghin finir 8e. En juin, il participe au Tour de Slovénie (15e), puis en juillet au Tour d'Autriche et au Brixia Tour (33e sur les deux épreuves). Il s'ensuit le Tour d'Allemagne, la Vattenfall Cyclassics remportée par son coéquipier Alessandro Ballan puis début septembre le Tour de Pologne. Avec l’ensemble de son équipe, ils gagnent le contre-la-montre par équipes disputé sur trois kilomètres dans la ville de Varsovie, permettant à Roberto Longo de prendre le maillot de leader. Il termine finalement 16e du classement général.
En fin de saison, il participe à la course en ligne des championnats du monde sur route à Stuttgart en Allemagne, où il termine 60e à près de quatre minutes du vainqueur Paolo Bettini. Il termine sa saison sur une 10e place sur le Grand Prix Bruno Beghelli puis une 46e sur le Tour de Lombardie, deux épreuves remportées par Cunego.

### Liquigas (2008-2009)

#### Retour sous les ordres de Roberto Amadio (2008)
Sans contrat au début de l'année 2008, Gorazd Štangelj rejoint à partir du mois de mai l'autre équipe italienne de premier plan, la Liquigas que plusieurs de ses coéquipiers ( Daniele Bennati, Claudio Corioni et Enrico Franzoi) ont rejoint en début de saison. Il retrouve Roberto Amadio qui l'avait dirigé dans l'équipe Liquigas-Pata entre 2000 et 2001. Sa première course de la saison est donc le Tour de Luxembourg début juin qu'il termine 27e puis son tour national, le Tour de Slovénie. Il reprend ensuite la compétition fin juillet avec le Brixia Tour puis la Classique de Saint-Sébastien et le Grand Prix de la ville de Camaiore (remporter par son coéquipier Leonardo Bertagnolli). Fin août, il est au départ du Tour d'Espagne pour la seconde fois de sa carrière, cette fois-ci au service de Daniele Bennati pour les sprints. Lors de la première étape, un contre-la-montre par équipe disputé autour de Grenade, la Liquigas termine première avec Štangelj (lâché dans les derniers kilomètres), permettant à Filippo Pozzato d'endosser le maillot or de leader. Cette étape constitue sa première victoire sur un Grand Tour. Après avoir vu Bennati gagner la 4e étape, il termine l'épreuve au 109e rang à Madrid. Une semaine plus tard, il participe de nouveau à la course en ligne des championnats du monde à Varèse en Italie qu'il termine 17e à  une minute de son ancien coéquipier à la Lampre Alessandro Ballan. En fin de saison, il prend le départ de plusieurs courses italienne, le Tour du Latium, le Grand Prix Bruno Beghelli, le Tour du Piémont et le Tour de Lombardie.

#### Dernière saison en Italie (2009)
Toujours au sein de l'effectif de l'équipe Liquigas, il commence sa saison sur la Semaine internationale Coppi et Bartali qu'il ne termine pas, abandonnant au bout de trois étapes. Il prend ensuite le départ du triptyque ardennais avec l'Amstel Gold Race (47e), la Flèche wallonne (128e) et Liège-Bastogne-Liège (abandon). Début mai, il est au départ du Tour de Toscane avant de prendre part au Tour d'Italie au service des Italiens Ivan Basso et Franco Pellizotti. Il les voit terminer respectivement 5e et 3e avant le déclassement du second en raison de données anormales constatées sur son passeport biologique. Štangelj termine pour sa part 96e du classement général final.

### Astana (2010-2011)

#### Champion de Slovénie (2010)
Il signe pour la saison 2010 au sein de l'équipe kazakh Astana et ses leaders Alexandre Vinokourov et Alberto Contador.  Il commence sa saison lors du Tour Down Under en Australie. Il participe ensuite à plusieurs courses par étapes du début d'année avec le Tour Méditerranéen et Paris-Nice en France, deux épreuves qu'il ne termine pas. Štangelj prend part en suivant au Tour de Catalogne puis au Tour de Castille-et-León avant de prendre le départ de la Flèche wallonne et Liège-Bastogne-Liège remportée par Vinokourov. Il participe ensuite pour la neuvième fois au Tour d'Italie au service du Kazakh. Ce dernier termine 6e du classement général  final remporter par l'Italien Ivan Basso et Štangelj prend la 92e place. Lors du mois de juin, il devient pour la première fois champion de Slovénie sur route en devançant en solitaire Matej Gnezda et Blaž Furdi. Un mois plus tard, il prend la compétition lors de la Classique de Saint-Sébastien puis participe au Tour du Limousin, au Grand Prix de Plouay puis aux premières éditions des deux classiques québécoises, le  Grand Prix cycliste de Québec (45e) et le Grand Prix cycliste de Montréal (17e). Il prend ensuite part à la course en ligne des championnats du monde organisés à Melbourne et Geelong en Australie. Il termine 44e à un peu plus de sept minutes du vainqueur, le Norvégien Thor Hushovd.

#### Dernière saison (2011)
Toujours membre de l'équipe Astana pour la saison 2011, il voit notamment l'arrivée de son ancien coéquipier Roman Kreuziger. Il commence sa saison sur le Tour de Sardaigne qu'il termine 55e, au Tour du Frioul achevé à la 10e place puis à Tirreno-Adriatico où il finit 3e meilleur grimpeur de l'épreuve derrière Davide Malacarne et Javier Aramendia. Fin mars, il est ensuite au départ du Critérium international en Corse puis participe pour la première fois à Paris-Roubaix. Il s'échappe en début de course avec notamment André Greipel (Omega Pharma-Lotto) et Koen de Kort (Skil-Shimano). il termine la course en 44e position.
En préparation pour le Giro, il participe au Tour du Trentin (82e) puis au Tour de Romandie (99e). Il prend donc en mai le départ du Tour d'Italie, son dernier grand tour, avec pour leader notamment Roman Kreuziger. Il l'aide à termine 6e du classement général final et prend la 85e place à l'arrivée à Milan. Après une quatrième place sur son championnat national remporté au sein d'un groupe de quatre par Grega Bole, il prend le départ de plusieurs courses d'un jour jusqu'à la fin de la saison. Il participe à la Classique de Saint-Sébastien (36e), à la London-Surrey Cycle Classic qui sert de répétition à la course en ligne des Jeux olympiques de 2012 et qui se court en équipes nationales, aux Trois vallées varésines, à la Vattenfall Cyclassics, au Grand Prix de Plouay, puis pour finir aux deux classiques canadiennes, le Grand Prix cycliste de Québec et le Grand Prix Cycliste de Montréal.
Il participe ensuite à sa dernière course, la course en ligne des championnats du monde sur route, organisés à Copenhague au Danemark, qu'il termine dans le peloton à la 45e place, dans le même temps que le vainqueur Mark Cavendish. A la fin de la saison, il prend sa retraite après 15 saisons passées en tant que coureur professionnel. Il aura notamment remporté douze victoires depuis ses débuts en 1997.

### Après-carrière
En janvier 2014, il devient sélectionneur de l'équipe nationale masculine de Slovénie. Il quitte cette fonction en 2017, étant recruté par l'équipe professionnelle Bahrain-Merida comme directeur sportif.

## Palmarès
| - 1991 - Tour de l'Abitibi - 1994 - 2e étape du Tour des régions italiennes - Grand Prix Kranj - 1995 - 3e du Tour de Normandie - 1996 - Giro del Belvedere - 2e du Trofeo Banca Popolare di Vicenza - 1997 - 3e du championnat de Slovénie sur route - 1998 - Grand Prix Kranj : - Classement général - 2e étape - 5e étape du Tour de Basse-Saxe - 2e étape de la Course de la Solidarité olympique - 2e du championnat de Slovénie sur route - 2e du Tour de Slovénie - 3e du Grand Prix du canton d'Argovie - 3e de la Course de la Solidarité olympique - 3e du Grand Prix Herning | - 1999 - Commonwealth Bank Classic - 3e du Grand Prix du canton d'Argovie - 2000 - Trophée Melinda - 5e étape du Grand Prix du Midi libre - 2eb étape du Tour d'Autriche (contre-la-montre) - 5e de Paris-Tours - 9e du Tour de Lombardie - 2001 - Tour de Toscane - 2005 - 7e du Tour de Lombardie - 2007 - 1re étape du Tour de Pologne (contre-la-montre par équipes) - 2008 - 1re étape du Tour d'Espagne (contre-la-montre par équipes) - 2010 - Champion de Slovénie sur route |

## Résultats sur les grands tours

### Tour de France
1 participation
- 2005 : 87e

### Tour d'Italie
10 participations
- 1999 : abandon
- 2001 : 72e
- 2002 : non partant (1re étape)
- 2004 : 95e
- 2005 : 67e
- 2006 : 59e
- 2007 : 78e
- 2009 : 96e
- 2010 : 92e
- 2011 : 86e

### Tour d'Espagne
2 participations
- 2002 : 74e
- 2008 : 109e, vainqueur de la 1re étape (contre-la-montre par équipes)

## Classements mondiaux
Jusqu'en 2004, le classement UCI concerne tous les coureurs ayant obtenu des points lors de courses du calendrier international de l'Union cycliste internationale (324 courses en 2004). En 2005, l'UCI ProTour et les circuits continentaux sont créés, ayant chacun leur classement. De 2005 à 2008, le classement de l'UCI ProTour classe les coureurs membres d'équipes ProTour en fonction des points qu'ils ont obtenus lors des courses du calendrier UCI ProTour, soit 28 courses en 2005, 27 en 2006, 26 en 2007. En 2008, le calendrier du ProTour est réduit à 15 courses en raison du conflit entre l'UCI et les organisateurs de plusieurs courses majeures. Les trois grands tours, Paris-Roubaix, la Flèche wallonne, Liège-Bastogne-Liège, le Tour de Lombardie, Tirreno-Adriatico et Paris-Nice ne sont donc pas pris en compte dans le classement ProTour 2008. En 2009, un « classement mondial UCI » remplace le classement ProTour. Il prend en compte les points inscrits lors des courses ProTour et des courses qui n'en font plus partie, regroupées dans un « calendrier historique », soit au total 24 courses en 2009. Ce nouveau classement prend en compte les coureurs des équipes continentales professionnelles.
Štangelj a été classé au mieux 34e au classement UCI en 2000. Après son remplacement par le ProTour en 2005, il est classé au mieux 111e en 2005.
| Année                  | 1997 | 1998 | 1999 | 2000 | 2001 | 2002 | 2003 | 2004 | 2005 | 2006 | 2007 | 2008 | 2009 | 2010 | 2011 |
| ---------------------- | ---- | ---- | ---- | ---- | ---- | ---- | ---- | ---- | ---- | ---- | ---- | ---- | ---- | ---- | ---- |
| Classement UCI         | 729e | 220e | 186e | 34e  | 293e | 626e | 616e | 582e |      |      |      |      |      |      |      |
| Classement ProTour     |      |      |      |      |      |      |      |      | 111e | nc   | nc   | nc   |      |      |      |
| Calendrier mondial UCI |      |      |      |      |      |      |      |      |      |      |      |      | nc   | nc   |      |
| UCI World Tour         |      |      |      |      |      |      |      |      |      |      |      |      |      |      | nc   |